# Giheung-gu
Giheung-gu là gu (quận) ở Yongin, Hàn Quốc. Nó có 10 dong (phường). Diện tích 81.7 km² và có 321,015 cư dân (năm 2009). Giheung-gu được thành lập vào 2005. Nó được thành lập với gu khác ở Yongin vào năm 2005.

## Phân cấp hành chính
Giheung-gu được chia thành "dong" sau:
- Giheung-dong (chia thành Gomae-dong và Gongse-dong)
- Sanggal-dong (chia thành Sanggal-dong, Bora-dong và Jigok-dong)
- Singal-dong (chia thành Singal-dong, Hagal-dong và Yeongdeok-dong)
- Guseong-dong (chia thành Eonnam-dong và Cheongdeok-dong)
- Dongbaek-dong (chia thành Dongbaek-dong và Jung-dong)
- Seonong-dong (kết hợp từ Seocheon-dong và Nongseo-dong)
- Gugal-dong
- Mabuk-dong
- Bojeong-dong
- Sangha-dong

## Danh sách Gu ở Yongin
- Cheoin-gu
- Suji-gu

## Hình ảnh

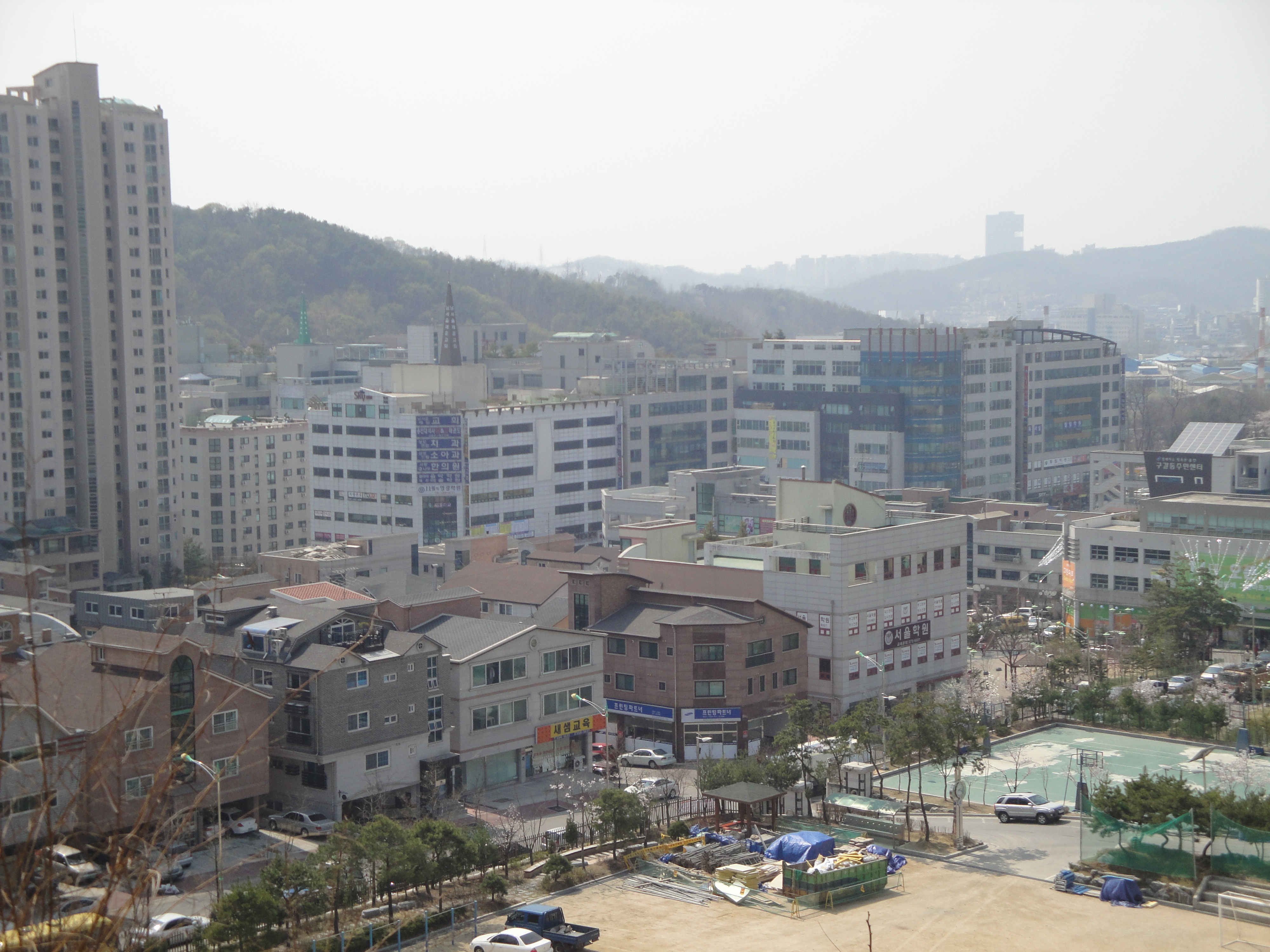
Gugal-dong